# Тертишницька сільська рада
Терти́шницька сільська́ ра́да — колишня адміністративно-територіальна одиниця та орган місцевого самоврядування в колишньому Носівському районі Чернігівської області. Адміністративний центр — село Тертишники.
Станом на 2021 є Тертишницький старостинський округ Носівської міської ради.

## Загальні відомості
Тертишницька сільська рада утворена у 1966 році.
- Територія ради: 41,449 км²
- Населення ради: 877 осіб (станом на 2001 рік)

## Населені пункти
Сільській раді були підпорядковані населені пункти:
- с. Тертишники
- с. Яблунівка
- с. Ясна Зірка

## Склад ради
Рада складалася з 12 депутатів та голови.
- Голова ради: Вовкогон Микола Миколайович
- Секретар ради: Калюжна Ганна Петрівна

### Керівний склад попередніх скликань
| Прізвище, ім'я, по батькові  | Основні відомості                                                                      | Дата обрання | Дата звільнення |
| ---------------------------- | -------------------------------------------------------------------------------------- | ------------ | --------------- |
| Шевченко Світлана Миколаївна | Сільський голова, 1978 року народження, член Соціалістичної партії України             | 26.03.2006   | 31.10.2010      |
| Вовкогон Микола Миколайович  | Сільський голова, 1960 року народження, освіта вища, член Комуністичної партії України | 31.10.2010   |                 |

Примітка: таблиця складена за даними сайту Верховної Ради України

### Депутати
За результатами місцевих виборів 2010 року депутатами ради стали:

#### За суб'єктами висування
| Суб'єкт висування           | Кількість обраних депутатів | %    |
| --------------------------- | --------------------------- | ---- |
| Партія регіонів             | 10                          | 83,3 |
| Комуністична партія України | 1                           | 8,3  |
| Самовисування               | 1                           | 8,3  |

#### За округами
| № округу                    | Прізвище, ім'я, по батькові      | Дата визнання обраним | Освіта             | Партійна приналежність            | Відомості про обраного депутата                                                        |
| --------------------------- | -------------------------------- | --------------------- | ------------------ | --------------------------------- | -------------------------------------------------------------------------------------- |
| Комуністична партія України |                                  |                       |                    |                                   |                                                                                        |
| 8                           | Бочковська Галина Петрівна       | 02.11.2010            | середня            | член Комуністичної партії України | сільське відділення зв'язку, листоноша                                                 |
| Партія регіонів             |                                  |                       |                    |                                   |                                                                                        |
| 1                           | Скрибка Наталія Олександрівна    | 02.11.2010            | вища               | позапартійна                      | тимчасово не працює                                                                    |
| 3                           | Штанько Тетяна Василівна         | 02.11.2010            | середня спеціальна | позапартійна                      | Яснозірківська загальноосвітня школа І-ІІ ст., повар                                   |
| 4                           | Калюжна Ганна Петрівна           | 02.11.2010            | середня            | позапартійна                      | Тертишницька сільська рада, секретар                                                   |
| 5                           | Саган Ганна Миколаївна           | 02.11.2010            | середня            | позапартійна                      | Українське державне підприємство поштового зв'язку м. Київ, ператор поштового зв'язкуо |
| 6                           | Гейко Валентина Миколаївна       | 02.11.2010            | середня            | позапартійна                      | Тертишницька сільська рада, касир                                                      |
| 7                           | Федоря Євдокія Миколаївнако      | 02.11.2010            | середня            | позапартійна                      | пенсіонер                                                                              |
| 9                           | Севастьянова Лідія Павлівна      | 02.11.2010            | середня            | позапартійна                      | Шляхіллічівська загальноосвітня школа І-ІІ ст., кухар                                  |
| 10                          | Ковалець Надія Олексіївна        | 02.11.2010            | середня            | позапартійна                      | Шляхіллічівський дитячий садок, вихователь                                             |
| 11                          | Лях Наталія Олександрівна        | 02.11.2010            | середня спеціальна | позапартійна                      | тимчасово не працює                                                                    |
| 12                          | Кущенко Валентина Юхимівна       | 02.11.2010            | середня            | позапартійна                      | пенсіонер                                                                              |
| Самовисування               |                                  |                       |                    |                                   |                                                                                        |
| 2                           | Севастьянова Валентина Василівна | 02.11.2010            | середня спеціальна | позапартійна                      | Яснозірківська загальноосвітня школа І-ІІ ст., завхоз                                  |